# Unruhen in Detroit 1967
Die Unruhen in Detroit 1967 (im englischen Sprachraum 1967 Detroit riot oder 12th Street riot) gelten als eine der größten sogenannten Rassenunruhen (“Race riots”) in den Vereinigten Staaten. Sie forderten 43 Todesopfer, 1189 Verletzte und 7000 Verhaftete. Ausgelöst wurden sie am 23. Juli 1967 durch eine Polizeirazzia in einer Bar ohne Ausschankgenehmigung in Detroit und dauerten etwa fünf Tage. Die Unruhen waren eine von mehreren in den USA im sogenannten “Long, hot summer of 1967”.

## Ausbruch
Die ohne Ausschankgenehmigung betriebene Bar – ein sogenanntes „Blind Pig“ – befand sich nahe der Kreuzung Clairmount Avenue und 12th Street (heute umbenannt in Rosa Parks), wo heute ein Platz als Mahnmal an die Unruhen erinnern soll. Es gab zu dieser Zeit spezielle Polizeieinheiten aus jeweils vier Beamten, genannt „Tac Squad“ oder „Big 4“, die besonders für solche Einsätze zusammengestellt wurden. Die Beamten rechneten mit etwa einem Dutzend Gästen, trafen aber stattdessen auf insgesamt 82 Afroamerikaner, die eine Willkommensfeier für zwei Vietnamveteranen veranstalteten. Um alle Anwesenden festnehmen zu können, wurde Verstärkung angefordert. Inzwischen bildete sich auf der Straße vor der Bar eine protestierende Menschenmenge. Obwohl die Berichterstattung der Detroit Free Press über die Unruhen mit dem Pulitzer-Preis ausgezeichnet wurde, gibt es Unstimmigkeiten zum genauen Hergang des Ausbruchs.
Eine Version geht davon aus, dass nach dem Abtransport der Verhafteten die protestierenden Menschen in ihrer Wut über die Schließung der einzigen Bar, in die sie in dieser Nacht noch hätten gehen können, anfingen, Schaufenster der umgebenden Geschäfte zu zerbrechen, woran sich weiterer Vandalismus und Brandstiftungen anschlossen. Die Unruhen entwickelten sich also aus ungerichtetem Vandalismus und einer allgemeinen Unzufriedenheit heraus. Solch blinder Vandalismus hat sich mittlerweile in Detroit in Form der Devil’s Night Detroit in der Nacht vor Halloween, vom 30. auf den 31. Oktober, zu einer alljährlichen Tradition entwickelt.
Die andere Version beschreibt einen gewaltbasierten Ausbruch. Die Rückscheibe des letzten Polizeiautos soll beim Verlassen der Kreuzung mit einem Stein eingeworfen worden sein. Angestachelt durch diesen Angriff und die daran anschließenden Auseinandersetzungen sollen sich die Protestierenden mit Vandalismus und Brandstiftungen zuerst nach Nordwesten bewegt haben und die Unruhen dann auch in den Osten Detroits übergeschlagen haben. In dieser Version sind die Unruhen die Folge einer Auflehnung gegen die vorherrschende Polizeigewalt.
Der Augenzeuge Ronald Hewitt bezeichnet die Unruhen nicht als rassisch motiviert, sondern als eine Auflehnung der Armen und Unterdrückten gegen die Obrigkeit.

## Verlauf der Unruhen
Die Unruhen entwickelten sich von anfänglichem Vandalismus schnell zu Plünderungen, Attacken von Heckenschützen und Menschen, die versuchten, ihren Besitz zu verteidigen. Da die Polizei die Unruhen nicht niederschlagen konnte, entschied Gouverneur George W. Romney, die Nationalgarde von Michigan zu mobilisieren. Erst nach fünf Tagen schafften es die Nationalgardisten gemeinsam mit der Polizei, die Situation zu beruhigen. Da die Polizeistationen keine ausreichenden Kapazitäten für so viele Gefangene hatten, wurden viele Menschen oft tagelang und gesetzeswidrig in abgesperrten Parkgaragen gefangen gehalten.

## Gründe
Laut Umfragen wird als Hauptgrund für die Unruhen die vorherrschende, rassistisch motivierte Polizeigewalt sowie der Mangel an bezahlbarem Wohnraum für Afroamerikaner als Folge von Stadterneuerungsprojekten genannt. Insbesondere in der Gegend um die 12th Street wechselte die Bevölkerung innerhalb nur eines Jahrzehnts von hauptsächlich weißen Bewohnern zu nahezu nur Afroamerikanern. Die Dichte nahm dabei um das Drei- bis Vierfache zu.

## Diskussion um den Begriff
Der englische Begriff „riots“ (dt. Aufstände) steht im Zusammenhang mit den Unruhen 1967 zur Diskussion, obwohl er hier meist verwendet wird. Verschiedene Bevölkerungsgruppen bezeichnen sie als „riot“, „war“ (dt. Krieg), „social unrest“ (dt. etwa ziviler Ungehorsam) oder „rebellion“ (dt. Rebellion). Dies zeigt auch, wie ungeklärt und wenig verstanden dieses Ereignis bis heute ist.

## Das Mahnmal
Der Platz, der unmittelbar an der Kreuzung Rosa Parks/Clairmount Avenue neben dem ehemaligen Standort der illegalen Bar liegt, ist ein gemeinnütziges Projekt der Anwohner, die ihn pflegen und unterhalten. Er dient als Treffpunkt der Jugendlichen aus dem Viertel und als Veranstaltungsort für ein alljährliches Grillfest. Es finden sich dort Sitzgelegenheiten unter Bäumen, die offensichtlich aus verschiedenen Epochen stammen. So gibt es Stühle und Tische aus Beton und Bänke, die aus alten Karosserieteilen zu bestehen scheinen. Seit einer Umgestaltung des Platzes durch eine Gruppe um Antoine Butler (ein jugendlicher Anwohner) gibt es auch kombinierte Bänke und Pflanzkübel aus Holz. Eine Stahlskulptur, die zwei dreidimensionale Rauten zeigt, wurde von ursprünglich rot-blau zu violett umgefärbt. Bretterwände, die den Platz auf den der Kreuzung abgewandten Seiten abgrenzen, zeigen bunte Bemalungen. Man sieht dem Platz an, dass er einem ständigen Wandel unterliegt.

## Film
Beruhend auf den Ereignissen entstand 2017 der Spielfilm Detroit von Kathryn Bigelow.